# سوق دمشق للأوراق المالية
سوق دمشق للأوراق المالية هي سوق للأوراق المالية تقع في دمشق، سوريا. تأسست في عام 2009، وهي سوق الأوراق المالية الوحيدة في سوريا. وهي عضو في اتحاد البورصات الأوروبية الآسيوية.
كان يقع مقر السوق في مساكن برزة - مسبق الصنع منذ تأسيسه ونقل إلى منطقة يعفور - البوابة الثامنة في 10 مايو 2022.

## التاريخ
أصدر الرئيس السابق السوري بشار الأسد بتاريخ 1/10/2006 المرسوم رقم (55) (قانون سوق الأوراق المالية)، والذي نصّ على إنشاء سوق للأوراق المالية في سورية، كما نصّ المرسوم على أن تكون السوق مؤسسة تمول نفسها بنفسها، على أن تغطي أي عجوزات بواسطة قروض حكومية. كما نص القانون على إمكانية تحويل السوق إلى شركة مساهمة، عند توفر الظروف الملائمة لذلك.

## العضوية
العضوية في السوق مفتوحة لجميع الشركات المدرجة وشركات الوساطة والخدمات المالية المرخصة من قبل هيئة الأوراق والأسواق المالية السورية، على أن تكون شركة الوساطة العضو شخصاً اعتبارياً. كما يتوجب أن تقوم المصارف بأداء خدمات الوساطة من خلال شركة تابعة لها أو حسابات مستقلة.
أما بالنسبة لمقر شركات الوساطة فستكون متمركزة بشكل رئيسي في دمشق والمدن الكبرى مثل حلب.
يدير أعمال السوق مجلس إدارة منتخب ومعيّن (لمدة ثلاث سنوات)، ويتألف من:رئيس مجلس الإدارة (حالياً: السيد محمد غسان القلاع)، نائب رئيس المجلس (حالياً: الدكتور سليم الشلاح)، المدير التنفيذي (حالياً: الدكتور عبد الرزاق قاسم)، أعضاء المجلس: ممثلين عن الشركات الموجودة في السوق (حالياً: الدكتور غالب بياسي، السيد فراس السمان، الأستاذ فادي الجليلاتي)، وثلاث خبراء، وممثل عن مصرف سورية المركزي وممثل عن هيئة الأوراق المالية.
ويأتي تشكيل مجلس الإدارة بقرار يصدر عن رئيس مجلس الوزراء.

## الأوراق المالية
يتوقع أن يتم تداول أسهم حوالي عشر إلى خمس عشرة شركة مساهمة سورية، تمثل عدداً من المصارف وشركات التأمين، بالإضافة إلى بعض الشركات المساهمة الأخرى في قطاعات الاتصالات والخدمات والصناعة.
كذلك وبالإضافة للأسهم ستقوم السوق بإدراج السندات الحكومية وسندات المؤسسات العامة والخاصة. كما سيكون هناك نظام يسمح بتداول وحدات صناديق الاستثمار المشترك والصكوك الإسلامية.
تشتمل سوق دمشق للأوراق المالية على السوق النظامية (الأولى) التي تفترض مجموعة من شروط الإدراج تتعلق بتوفر شروط الربحية والرسملة والشفافية والكفاءة وعدد المساهمين، والسوق الموازية (الثانية) وهي التي يتم من خلالها تنظيم التعامل بأسهم شركات تحكمها شروط إدراج ميسرة. كما أن إمكانية انتقال الشركات من وإلى السوق الموازي بحسب الحالة والظروف متوفرة.
وتؤكد السوق على مفاهيم القيد الإلكتروني للملكية، بدلاً من القيد الورقي. وتقوم السوق بحفظ السجل المركزي لجميع أسهم الشركات المدرجة فيه الكترونياً.

## التداول
يتم التداول في السوق أيام الأحد والاثنين والثلاثاء والأربعاء والخميس، وساعات التداول محدودة من الساعة الحادية عشرة حتى الواحدة ظهراً وستزداد مع تطور السوق وازدياد حجم التداول.
يتم تداول الأسهم وفقاً للمزاد المستمر (Continuous Auction) بينما يتم تداول السندات وفقاً لنظام التسعير (Quato Driven)
إن عملية شطب الأوامر وإلغاء تنفيذها ستكون مسموحة وذلك عملاً بأنظمة السوق. أما بالنسبة للبيع الآجل فهو غير مسموح على الرغم من إمكانية السماح به عند تطور السوق، هذا ولا توجد حالياً أية تسهيلات بخصوص البيع على الهامش أو بإقراض واقتراض الأسهم على الرغم من إمكانية تقديم هذه التسهيلات عند تطور السوق.

### المقاصة والتسوية
تتم التسوية في سوق دمشق في اليوم الثاني (T+2) أي بعد التداول بيومي عمل. وتتعامل السوق مع بنك مقاصة وحيد يكون على الوسطاء أن يقوموا بتسوية كل صافي حساب معاملاتهم فيه. كما سيتوجب على المستثمر الأجنبي أن يودع أوراقه المالية عند الحافظ الأمين الذي ستقوم الهيئة بالترخيص له.

## وصلات خارجية
سوق دمشق للأوراق المالية